# Днепровский 46-й пехотный полк
46-й пехотный Днепровский полк — воинское формирование Русской императорской армии. С 1819 года входил в состав 12-й пехотной дивизии.
Старшинство — 30 августа 1769 г. Полковой праздник — 29 Июня.

## Места дислокации
Пинск и Логишин (1807), Умань (1820), Проскуров (1914).

## Формирование и кампании полка
Полк сформирован 6 марта 1775 года из Московского легиона, в составе двух 6-ротных батальонов (каждый из 1 гренадерской и 5 мушкетёрских рот). Старшинство полка установлено с 30 августа 1769 года, то есть со времени образования Московского легиона из других полков: Оренбургского, Казанского и Уфимского, Грузинского, гусарского и команды яицких казаков.
Полк участвовал в Крымском походе 1776 года, в 1789 году полк сражался против турок. Затем днепровцы сражались в Польше против повстанцев Костюшко. 26 мая 1794 года полк находился при разбитии поляков под Щекочином; 29 сентября — при разбитии корпуса Костюшко и пленении его под Мацеёвицами; 24 октября — при штурме Праги.
С 1796 года полк стал мушкетёрским, а с 1798 года назывался по именам шефов.
В 1799 году полк вошёл в состав корпуса генерала Германа, назначенного для экспедиции в Голландию. Посаженный на корабли в Ревеле полк был отправлен первоначально в Англию, а затем вместе с английскими войсками перевезён в Голландию, где при самых неблагоприятных условиях 8 сентября ночью атаковал у местечка Слапер-Дейск неприятельские позиции, выбил французов из деревень Камп и Грет и вышел на Вергенскую дорогу, где и разделил печальную судьбу союзных войск.
В 1801 году полку было возвращено имя Днепровского. В 1802 году приведён в состав трёх 4-ротных батальонов.
В кампании 1807 года в Восточной Пруссии Днепровский полк участвовал в делах при Ландсберге и Прейсиш-Эйлау.
В начале 1809 года полк перешёл в Галицию, 7 апреля переправился через Дунай и, присоединившись к действовавшим против турок войскам, в 1810 году участвовал в штурме Базарджика и пленении сераскира Пеливана; с 29 мая по 18 июня находился при блокаде Варны, 23 июля при штурме Шумлы, 26 августа в сражении под Батином.
В 1811 году из мушкетёрского переименован в пехотный полк.
Во время Отечественной войны 1812 года полк входил в состав 3-й резервной армии генерала Тормасова и участвовал в следующих делах: 15 июля во взятии Кобрина, 31 июля в сражении при Городечне, 6 октября в бою при местечке Бяле, 10 ноября при занятии Борисова, с 16 по 28 ноября в преследовании французов до Вильны.
В 1813 году полк находился при взятии 16 января Бромберга, 1 февраля — Познани, 23 февраля — Франкфурта-на-Одере, с 28 февраля по 1 апреля при блокаде крепости Кюстрина. Затем Днепровцы приняли участие 5, 6 и 7 октября в битве под Лейпцигом и преследовании французов через Кассель и Брауншвейг, в блокаде Гамбурга и в декабре в атаке и взятии Блинштата.
В кампании 1814 года полк особенно отличился 17 и 20 января при Бриенне и Ла-Ротьере, 11 февраля во взятии Суассона, 28 февраля в сражении при Краоне.
С началом в 1828 году русско-турецкой войны Днепровский полк был отправлен в пределы Молдавии и с 29 апреля по 7 июня находился при осаде и штурме крепости Браилова, 8 июля удачными действиями способствовал поражению неприятельской кавалерии у крепости Шумлы, а 19 июля у Чифлика, 18 сентября участвовал в сражении при Куртепе. 3 октября вступил в Варну.
В 1833 году, при общей реформе армейских полков Днепровский полк приведён в 6-батальонный состав, причём 22 января к нему были присоединены 2-й батальон 37-го егерского полка и 2-й и 3-й батальоны 39-го егерского полка.
14 июня 1841 года отделена одна рота на формирование 6-го резервного батальона Тенгинского полка.
В 1849 году, при усмирении восстания в Венгрии, полк, в составе колонны генерал-лейтенанта Бушена, принял участие 12 июня в занятии Кашау, 16 июня в сражении под Токаем, 21 июля в сражении при Дебречине.
В 1853 году сформированы 7-й и 8-й запасные батальоны.
В 1854 году полк в январе вступил в пределы Малой Валахии и принял участие в обложении Калафата, в отражении нападений турок на Мало-Валахский отряд и после снятия осады с Силистрии вернулся в Россию.
В то время, как действующие батальоны полка находились в пределах Турции, резервный и запасные батальоны были собраны в Одессе и находились при её бомбардировке английским флотом, причём две роты резервного батальона, состоя в прикрытии орудий 16-й артиллерийской бригады, своим метким огнём принудили к сдаче севший на мель английский пароходо-фрегат «Тигр» и, сняв с него пленных, взорвали его.
От границ Турции полк форсированным маршем был направлен в Крым и принял участие в обороне Севастополя.
23 августа 1856 года 4-й батальон переименован в 4-й резервный, а 5, 6, 7-й и 8-й батальоны расформированы. Вместо них при первых трёх батальонах сформированы три стрелковые роты.
14 октября 1863 года из 4-го резервного батальона и бессрочно-отпускных бывших 5-го и 6-го батальонов Днепровского полка был сформирован Царицынский пехотный полк.
В 1864 году Днепровский полк получил № 46.
Во время русско-турецкой войны 1877—1878 годов Днепровский полк входил в состав Рущукского отряда и участвовал в боях под Пиргосом 10 июля и 7 ноября, и Кадыкиоем 23 августа. Особенно геройски полк действовал в бою 7 ноября, где 10-я рота в течение часа штыками отбивала атаки значительно превосходящих сил; рота лишилась всех офицеров и была выведена из огня фельдфебелем. 14 и 30 ноября полк в составе своей бригады, участвовал в отбитии атак на Мечкинские позиции и в преследовании турок к реке Ломур а в январе находился в усиленной рекогносцировке между реками Лом и Дунай.
В 1879 году полк приведён в четырёхбатальонный состав по 4 роты в каждом.

## Полк в белом движении
Осенью 1919 года в Проскурове из кадра полков бывшей 12-й пехотной дивизии РИА был сформирован караульный батальон. 4 декабря 1919 года батальон был переименован в Отдельный кадровый батальон 46-го пехотного Днепровского полка, и кадры всех остальных полков дивизии были из него выведены. 24 декабря батальон был сведён в одну роту и влит в 48-й Одесский пехотный полк.

## Знаки отличия полка
- Полковое Георгиевское знамя с надписью «За Севастополь в 1854 и 1855 гг.» с Александровской юбилейной лентой. Пожаловано высочайшей грамотой от 3 декабря 1858 года.
- Серебряные трубы с надписью «Днепровскому пехотному полку в воздаяние отличных подвигов, оказанных в сражениях, бывших 1814 года января 17 при Бриенн-Ле-Шато и 20-го при с. Ла-Ротьер». Пожалованы 24 декабря 1814 года.
- Поход за военные отличия. Пожалован 6 апреля 1830 года за отличия в русско-турецкую войну 1828 и 1829 годов (во всех 4 батальонах).
- Знаки на шапки с надписью «За отличия 7, 14 и 30 ноября 1877 г.». Пожалованы 17 апреля 1877 года.

## Шефыполка
- 03.12.1796 — 04.12.1797 — генерал-майор Рахманов, Гавриил Михайлович
- 04.12.1797 — 07.12.1797 — генерал-майор Острожский, Василий Кириллович
- 07.12.1797 — 24.10.1799 — генерал-майор Арбенев, Иван Иосифович
- 24.10.1799 — 19.05.1800 — генерал-майор Вязмитинов
- 19.05.1800 — 13.09.1801 — генерал-майор Кононович, Степан Александрович
- 13.09.1801 — 15.01.1807 — генерал-лейтенант Бриземан фон Неттинг, Иван Иванович
- 15.01.1807 — 27.06.1807 — полковник Керн, Фёдор Фёдорович
- 27.06.1807 — 01.09.1814 — полковник (с 14.06.1810 генерал-майор, с 30.08.1814 генерал-лейтенант) князь Хованский, Николай Николаевич

## Командиры полка
- 01.01.1793 — 05.08.1797 — полковник Мягкой, Михаил Лазаревич
- 05.07.1798 — 10.08.1800 — подполковник (с 10.02.1799 полковник) Мицкий, Иван Григорьевич
- 19.10.1800 — 21.05.1803 — подполковник (с 10.12.1800 полковник) Мистров, Пётр Иванович
- 07.07.1803 — 04.12.1807 — подполковник (с 11.04.1804 полковник) Гурих, Иван Иванович
- 30.01.1808 — 08.11.1811 — майор (с 14.06.1810 подполковник) Ульрихсен, Карл Григорьевич
- 08.11.1811 — 28.04.1818 — подполковник (с 05.12.1813 полковник) Благовещенский, Дмитрий Максимович
- 28.04.1818 — 18.09.1826[2] — полковник Бриммер 1-й, Густав
- 06.12.1826 — 21.10.1827 — подполковник Альбедиль, Карл Карлович
- 21.10.1827 — 05.06.1828 — полковник Яковлев 1-й
- 05.06.1828 — 18.11.1828 — командующий полковник Байков, Сергей Васильевич
- 18.11.1828 — 07.02.1831 — подполковник Грибский 1-й, Степан
- 19.05.1832 — 30.07.1845 — подполковник (с 25.06.1832 полковник, с 01.01.1844 генерал-майор) Федяев, Логгин Иванович
- 24.09.1845 — 17.03.1853 — полковник (с 30.03.1852 генерал-майор) Марковский, Егор Августинович
- 17.03.1853 — 03.02.1855 — полковник (с 06.12.1853 генерал-майор) Гриббе, Николай Карлович
- 03.02.1855 — 26.12.1860 — подполковник (с 14.07.1855 полковник) Радомский, Иван Яковлевич
- 26.12.1860 — 26.08.1863 — полковник Каталей, Василий Васильевич
- 26.08.1863 — 21.09.1868 — полковник Попов, Николай Васильевич
- 21.09.1868 — 30.07.1875 — полковник Кехли, Отто Вильгельмович
- 10.08.1875 — 03.10.1878 — полковник Будде, Виктор Эммануилович
- 08.11.1878 — 16.04.1889 — полковник Назанский, Иван Николаевич
- 16.04.1889 — 13.04.1898 — полковник Байковский, Александр Прокофьевич[3]
- 13.04.1898 — 23.04.1901 — полковник Зноско-Боровский, Николай Александрович
- 07.05.1901 — 21.07.1905 — полковник Орёл, Василий Фёдорович
- 18.09.1905 — 07.07.1907 — полковник Бафталовский, Адам Иванович
- 19.07.1907 — 04.11.1911 — полковник Эмануель, Фёдор Васильевич
- 04.11.1911 — 04.05.1915 — полковник (с 01.02.1915 генерал-майор) Веневитинов, Григорий Иванович
- 09.07.1915 — 20.04.1917 — полковник Саликов, Игнатий Петрович
- 26.04.1917 — хх.хх.хххх — полковник Куявский, Александр Альфонсович

## Известные люди, служившие в полку
- Бушен, Дмитрий Христианович — генерал-майор, директор Пажеского корпуса.
- Де-Рибас, Еммануэль — полковник, Георгиевский кавалер (ошибка -  Днепровский Приморский гренадерский полк).
- Денфер, Август Ульянович — действительный тайный советник, сенатор.
- Куприн, Александр Иванович — писатель.
- Курис, Иван Онуфриевич — Волынский губернатор (ошибка - Днепровский пикинёрный полк).
- Поджио, Александр Викторович — декабрист.

## В культуре
Повседневная жизнь полка в период 1890—1894 годов изображена в повести А. И. Куприна «Поединок», а характеры офицеров послужили прототипами для этой повести. Также некоторые события в полку в тот период описаны в автобиографии Куприна.

## Другие формирования этого имени
- Днепровский пикинёрный полк, Днепровский инженерный полк (?!), Днепровский карабинерный полк, Днепровский Приморский гренадерский полк — все эти полки существовали в русской армии в XVIII веке.

## Комментарии
1. ↑  В тот момент именовалась 22-й пехотной дивизией.